# Castel San Giorgio
Castel San Giorgio község (comune) Olaszország Campania régiójában, Salerno megyében. 

## Fekvése
Castel San Giorgio a Sarno folyó völgyében fekszik Nocera Inferiore vonzáskörzetében, a megye északnyugati részén. Határai: Mercato San Severino, Nocera Inferiore, Roccapiemonte, Sarno és Siano .

## Története
A települést valószínűleg a longobárd időkben alapították (8-9. század), bár a régészeti feltárások során jóval korábbi, ókori szamnisz leleteket is találtak. A következő századokban nemesi, majd 1553-tól királyi birtok volt. Önálló községgé a 19. század elején vált, amikor a Nápolyi Királyságban felszámolták a feudalizmust. 

## Népessége
A népesség számának alakulása:

## Főbb látnivalói
- Santa Maria a Castello-remetelak (13. században épült)
- Palazzo Conforti - 17. századi nemesi palota
- Villa Calvanese - 18. századi palota
- Salvatore-templom - 10. századi építmény
- Santa Barbara-templom - 11. századi építmény
- Castello - a 12. századi normann erődítmény romjai